# Charles Eyck

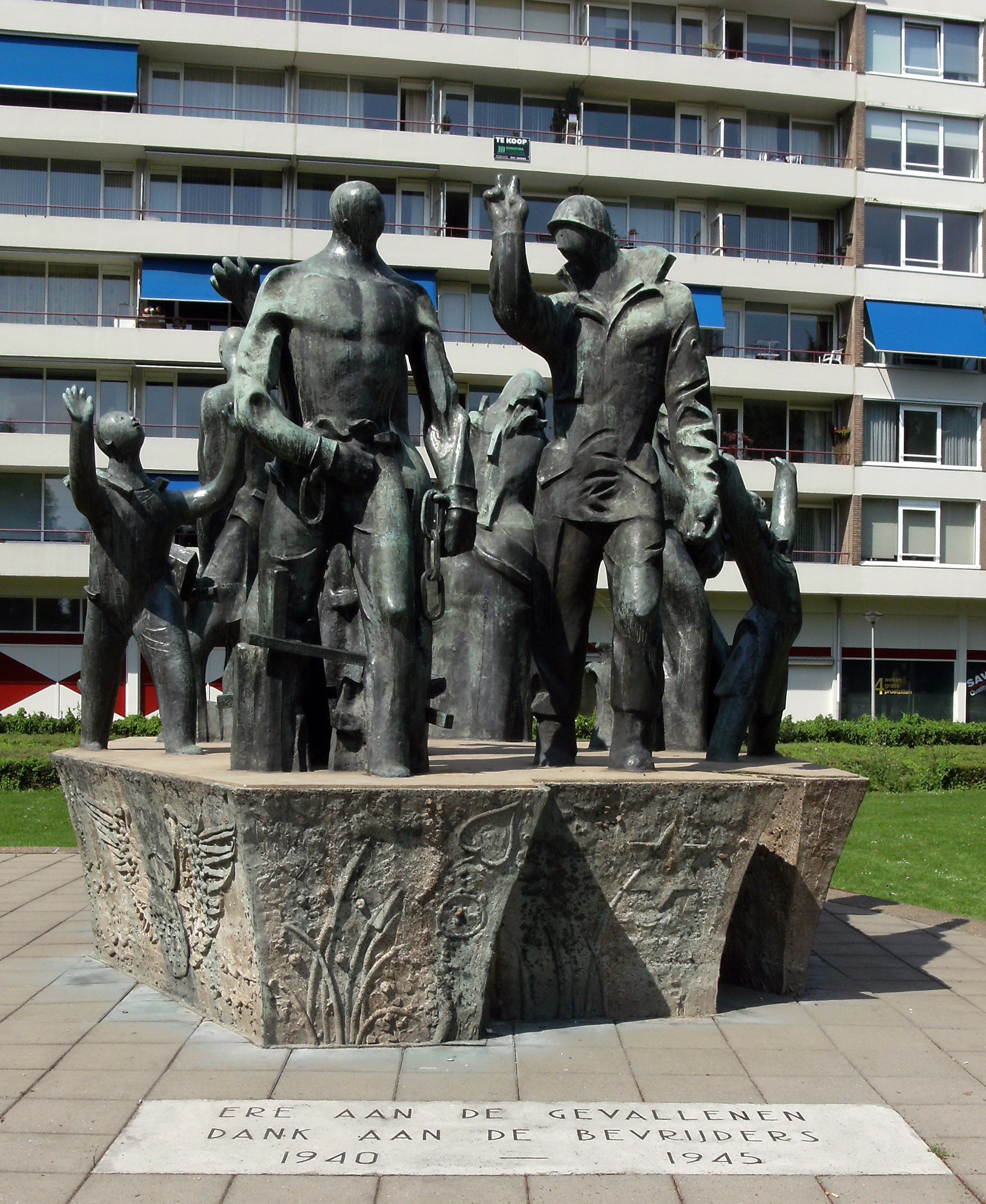
Limburgs bevrijdingsmonument, 1952, op het Koningsplein in Maastricht

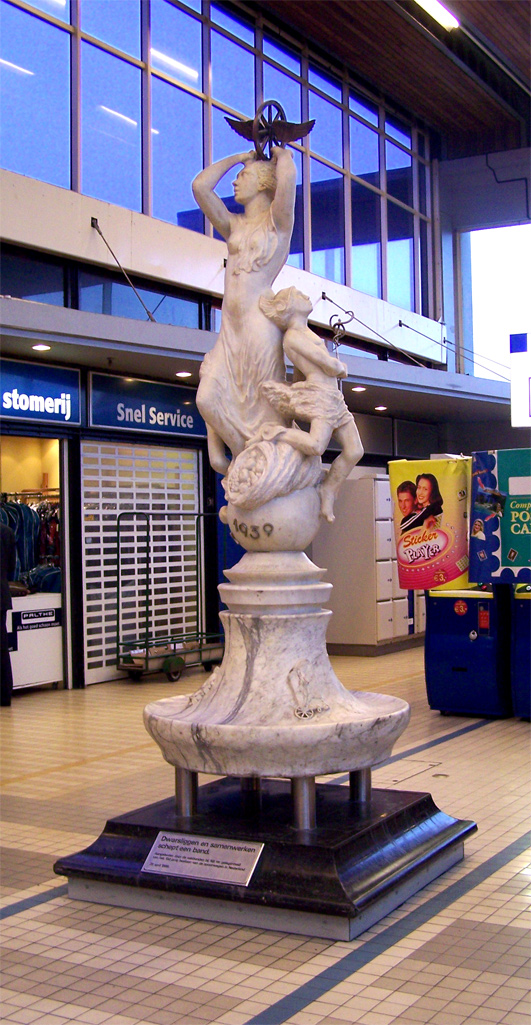
Beeld Het Verkeer in de stationshal van Utrecht Centraal. Het beeld werd onthuld in 1939 maar pas geplaatst in 1940, het was een geschenk van de Personeelraad aan de directie van de NS ter ere van het eeuwfeest van de NS.

Charles Hubert Eyck (Meerssen, 24 maart 1897 – Schimmert, 2 augustus 1983) was een Nederlands beeldend kunstenaar. Met Henri Jonas en Joep Nicolas was hij een voortrekker van de Limburgse School.

## Leven en werk
Charles Eyck kreeg zijn opleiding monumentale kunst, zoals wandschilderingen, glas in lood, grisailles op opaline glas, aan de Rijksakademie in Amsterdam. Vooraf was hij begonnen als plateelschilder bij de aardewerkfabriek Céramique in Maastricht. In 1922 won hij de Prix de Rome. Tijdens zijn reis door Italië leerde hij de Zweedse schilderes Karin Meyer (1901-1996) kennen. Zij trouwden in 1924. Na korte verblijven in Zweden, Curaçao, Zuid-Frankrijk, Amsterdam, Clamart en Utrecht, vestigden zij zich in Schimmert.
Aanvankelijk was zijn werk expressionistisch van vormgeving. Later is hij bekritiseerd omdat hij bleef volharden in een min of meer gelijkblijvende religieuze stijl. Mede door deze kritieken en zijn toenemende doofheid leefde hij meer en meer in afzondering in het door hem zelf ontworpen huis "Ravensbos" in Schimmert.
Eyck kreeg na de onthulling van het bevrijdingsraam in de Goudse Sint-Janskerk (1947) de versierselen overhandigd van ridder in de Orde van Oranje-Nassau. Hij stuurde de onderscheiding bijna twintig jaar later terug, omdat hij zich niet kon verenigen met het huwelijk tussen prinses Beatrix en de Duitse Claus.
Charles Eyck stierf op 86-jarige leeftijd.

## Werken

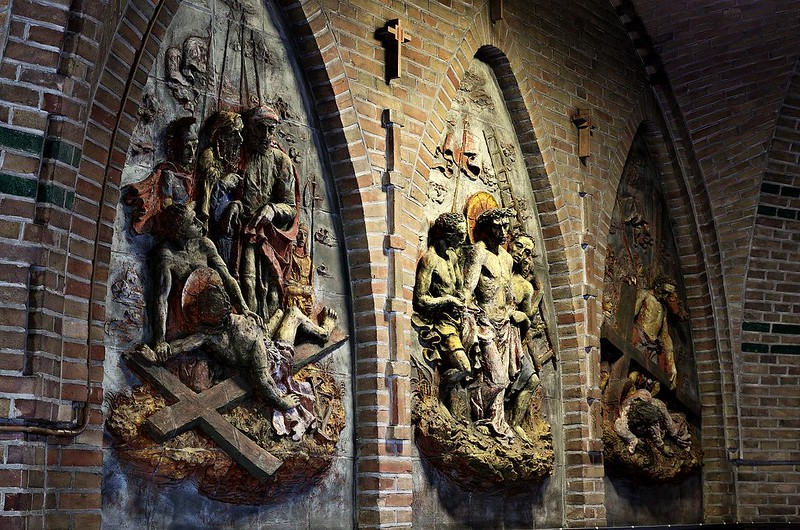
Kruiswegstaties in de Sint-Jan de Doper te Waalwijk

- Begraafplaats van Aubel, 1920, grafkapel in Meerssen
- Christophorus, muurschildering in kantoren van tijdschrift De Gemeenschap, Oudegracht 55, Utrecht, 1931 (?), (vermoedelijk verdwenen)
- drie glas-in-loodramen, 1935, in de (voormalige) Heilig Hartkerk te Utrecht
- fresco, 1937, in de refter van Klooster Mariënhage (augustijnen) in Eindhoven
- Het Verkeer, 1939, ontwerp in het kader van 100 jaar spoorwegen, uitgevoerd door Jo Uiterwaal, in Utrecht
- Polyptiek, 1941, in de Onze-Lieve-Vrouw-van-Goede-Raadkerk te Beverwijk (zevenluik)
- ramen, 1945, in het gemeentehuis van Uithuizermeeden
- kruiswegstaties, 1946, in de Sint-Franciscuskerk (Groningen)
- bevrijdingsraam, 1947, in de Sint-Janskerk van Gouda.
- het officiële inhuldigingsschilderij van koningin Juliana, 1948
- glas-in-loodramen, 1948/1950, in de Stadskerk Sint Cathrien in Eindhoven: de profeten, Mariaraam, en alle ramen in de omgang
- Limburgs bevrijdingsmonument, 1952, op het Koningsplein in Maastricht
- wandschildering, 1953, in de officiersmess van het R.K. Zeemanshuis in Willemstad, Curaçao[4]
- tegeltableau, 1954, van Elisabeth van Thüringen aan de achtergevel van het voormalig Sint Elisabeth Hospitaal in Willemstad, Curaçao[5]
- Uniformen, 1957, voor Schuttersgezelschap Sint Sebastiaan Schimmert
- schilderingen en glas-in-loodramen, 1958, voor de Jozef Arbeiderkerk in Meerssen
- muurschilderingen, 1962, in de kerk van Jeantes (Picardië)
- altaarwand en kruiswegstaties in Zeist
- ramen in de Rooms Katholieke HBS in Heerlen
- 24 glas-in-loodramen in de Sint Jozef kerk van Achterveld
- glas-in-loodramen in de Sint-Martinuskerk in Venlo
- kruiswegstaties in Enschede, in de Koepelkerk in Maastricht en in Schijndel
- kruiswegstaties Sint-Jan de Doperkerk in Waalwijk (1940-1943): door de weigering van Eyck toe te treden tot de door de Duitse bezetter ingestelde Kultuurkamer zijn 3 van de 14 staties niet gepolychromeerd maar nog in originele terracotta-kleur.
- kruiswegstaties in de Sint-Martinuskerk Genk (B)
- de beschildering van het gewelf en de apsis in de St. Hubertuskerk in Groot Genhout (gemeente Beek)
- beschilderingen in de Onze Lieve Vrouwe Kerk in Helmond, geassisteerd door Daan Wildschut en Ries Mulder.
- beschilderingen in huis aan de Warandelaan in Helmond
- kerkschildering in de kerk van het Redemptoristenklooster in Wittem
- kerkschildering in de Sint-Barbarakerk in Bunnik
- glas-in-loodraam in de voormalige Kamer van Koophandel Venlo.
- Illustraties voor "Karel en Elegast", door Jef Spuisers
- glas-in-loodramen in de H. Gerardus Majella Kerk in Nederweert-Eind
- Apsis van de Sint-Gerardus Majellakerk in Heksenberg-Heerlen
- glas-in-loodraam in het voormalige gemeentehuis van Hoensbroek
- Muurschilderingen van twee patroonheiligen van de H. Andreas en Antoniuskerk in Oostelbeers.

## Trivia
- Openbaarvervoerbedrijf Veolia vernoemde een van zijn Velios-treinen naar hem.[6]
- De hele maand juni in 1952 was er een overzichtstentoonstelling van Charles Eyck in de zalen van het Genootschap Kunstliefde in de Nobelstraat in Utrecht.[7]